# Penny-farthing
Penny-farthing, high wheel e ordinary são termos utilizados para descrever um tipo de bicicleta com a roda dianteira de grande dimensão e a traseira pequena. O modelo tornou-se popular depois do boneshaker e antes do desenvolvimento da "bicicleta segura", na década de 1880. Foram os primeiros veículos a serem chamados bicicletas.
Embora sejam hoje conhecidas como penny-farthings, este termo provavelmente começou a ser utilizado quando já estavam fora de moda; a primeira referência impressa de que se tem conhecimento está registrada na Bicycling News de 1891. O termo vem da Inglaterra, por causa das moedas penny e farthing, sendo uma bem maior que a outra, de modo que elas representam a bicicleta de lado. Para a maioria das pessoas elas eram conhecidas simplesmente como bicicletas. No final da década de 1890, o nome "ordinária" começou a ser utilizado para distingui-las das "bicicletas seguras".
Embora a moda das penny-farthing tenha durado pouco tempo, elas vieram a se tornar um símbolo da era Vitoriana. Sua popularidade coincide com o nascimento do ciclismo como esporte.
A penny-farthing é uma bicicleta de mecanismo direto, o que quer dizer que os pedais e pedivelas estão ligados diretamente ao cubo. Ao invés de usar uma corrente, coroa e catraca para multiplicar a relação entre os pedais e a roda, a roda principal foi aumentada para sua medida se aproximar ao comprimento da perna do ciclista, assegurando maior velocidade. Isto fez com que o ciclista fique posicionado praticamente no topo da roda e torna impossível que ele consiga tocar o chão com os pés, enquanto está sentado no selim.

## Galeria

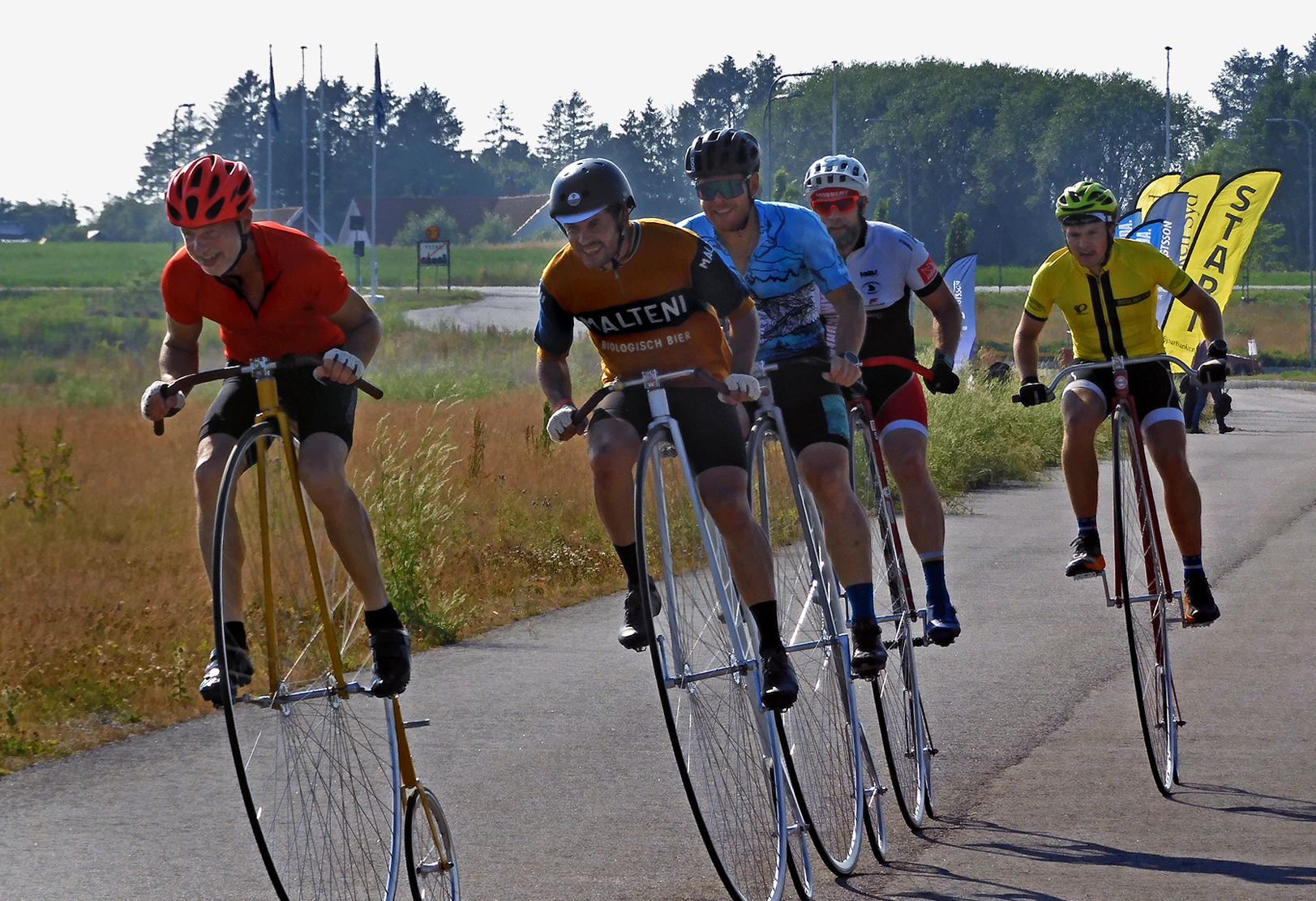
Competição Penny-farthing à Suécia/Ystad 2021.
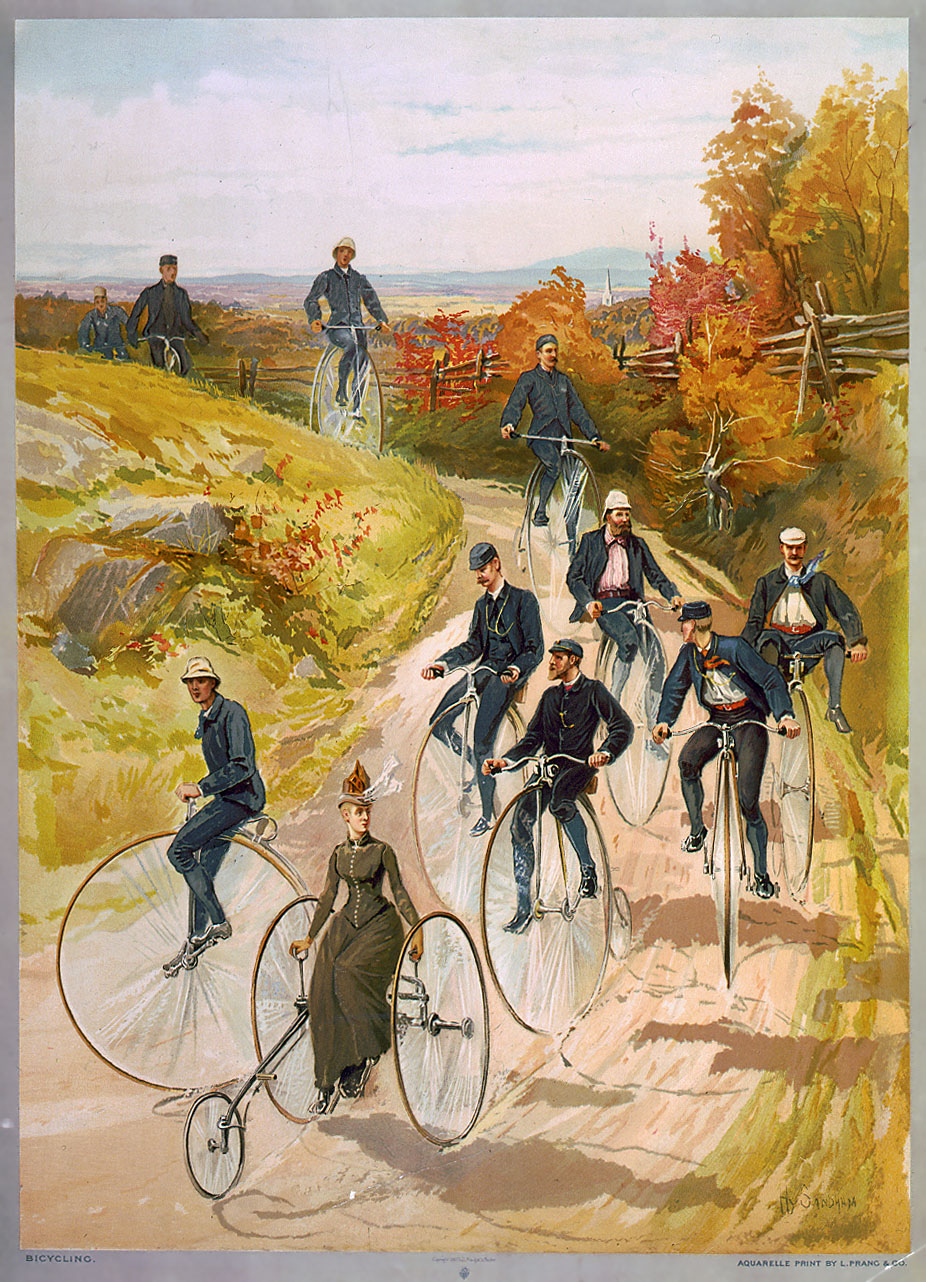
Viajando pelo país, 1887.
Componentes de uma penny-farthing.
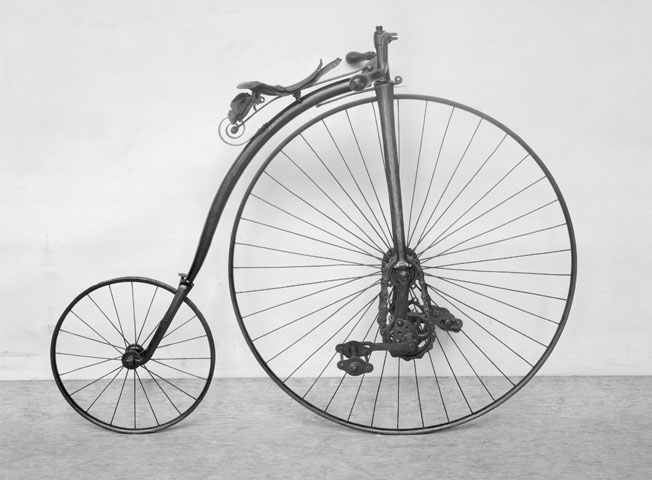
Uma Kangaroo com corrente, que permite a roda dianteira ser menor.